# Saint-Jean-de-Daye
Saint-Jean-de-Daye – miejscowość i gmina we Francji, w regionie Normandia, w departamencie Manche.
Według danych na rok 1990 gminę zamieszkiwało 595 osób, a gęstość zaludnienia wynosiła 140 osób/km² (wśród 1815 gmin Dolnej Normandii Saint-Jean-de-Daye plasuje się na 380. miejscu pod względem liczby ludności, natomiast pod względem powierzchni na miejscu 945.).